# 跳躍地雷

代表的な跳躍地雷である、第二次世界大戦中のドイツのSマイン（Sミイネ）。作動するとカップ状の外殻（番号なし）から弾体一式が放出される。

跳躍地雷（ちょうやくじらい）とは、対人地雷の一種。

## 概要

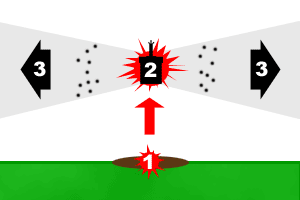
跳躍地雷の概念説明図
最初の爆発で空中に飛び出し、二度目の爆発で殺傷する

第二次世界大戦でドイツ軍が用いたS-マインが代表的なものである対人地雷のカテゴリーの一つで、人などが圧力信管を踏んだり、それに連動したワイヤーロープに引っ掛かったりした時、地雷底部のスプリング、または跳躍用爆薬が作動し、高さ1.5m程度まで跳ね上がってから地雷本体が炸裂し、金属球を飛び散らせて広範囲の人間を殺傷する。同じように金属球を飛散させるクレイモア地雷では地雷の正面部分に金属球などを配置することで危害範囲に指向性を持たせてあるが、跳躍地雷では全方向が危害範囲となる。
跳躍地雷は、アメリカ兵によりBouncing Betty（跳ねるベティ）のニックネームで呼ばれており、このBouncing Bettyという呼称はアメリカ軍以外でも跳躍地雷を指すものとして使われている。

## 歴史
従来の「地雷」は地中に埋設して対象に「踏ませる」ことによって作動するもので、その「踏むまで存在がわからない」ことによる効果は高いものの、地中に埋設するという特性から、一度に多人数の兵士を殺傷することには不向きであった。埋設することにより爆発のエネルギーのかなりの部分が地面を吹き飛ばすことに“浪費”されてしまうためである。そこで、榴散弾のように炸薬による爆発よりも爆発によって鉄片や鉄球を飛散させることにより多数の人間を殺傷させることが発想され、飛散効果を最大限に高めるため、地中に埋設して地中で爆発するのではなく、作動すると空中に打ち上げられて炸裂する、という機構を持つ地雷が構想された。
兵器としては第二次世界大戦前から存在したが、その構造上、大型で複雑な構造のものが多く、設置・埋設に手間が掛かるため、主に要塞や塹壕線の前面といった場所に設置して国境線防衛の補助兵器として使うものとされており、広く用いられる兵器とはならなかった。
第二次世界大戦においてドイツ軍の開発・使用した「S-マイン」と呼ばれる跳躍地雷は小型で使用法も簡便であり、効果も非常に高かったことから、第二次世界大戦後にはS-マインを模倣した同方式の対人地雷が世界中で開発されて広く装備され、数々の戦争や紛争で用いられた。
アメリカ軍のM16 APM、M2 APM、イギリス軍のMk.2、イタリア軍のヴァルマラ59およびヴァルマラ69、ソ連軍のOZM-3、ユーゴスラビア連邦軍のProm-1、イスラエル軍のNO12、陸上自衛隊の63式などがある。
現在では「対人地雷の使用、貯蔵、生産及び移譲の禁止並びに廃棄に関する条約」によって使用、開発、生産、貯蔵、保有、移譲が規制されているが、主要な生産／輸出国で批准している国が少ないために、今も世界中の紛争地帯で使用されている。

## 各国の跳躍地雷

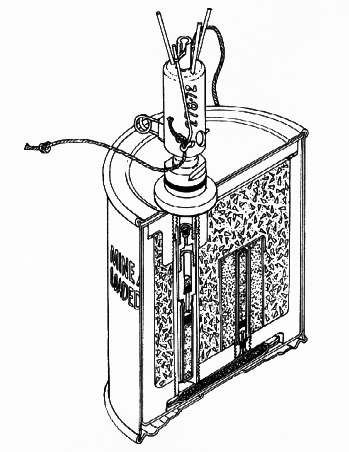
アメリカのM16 APM
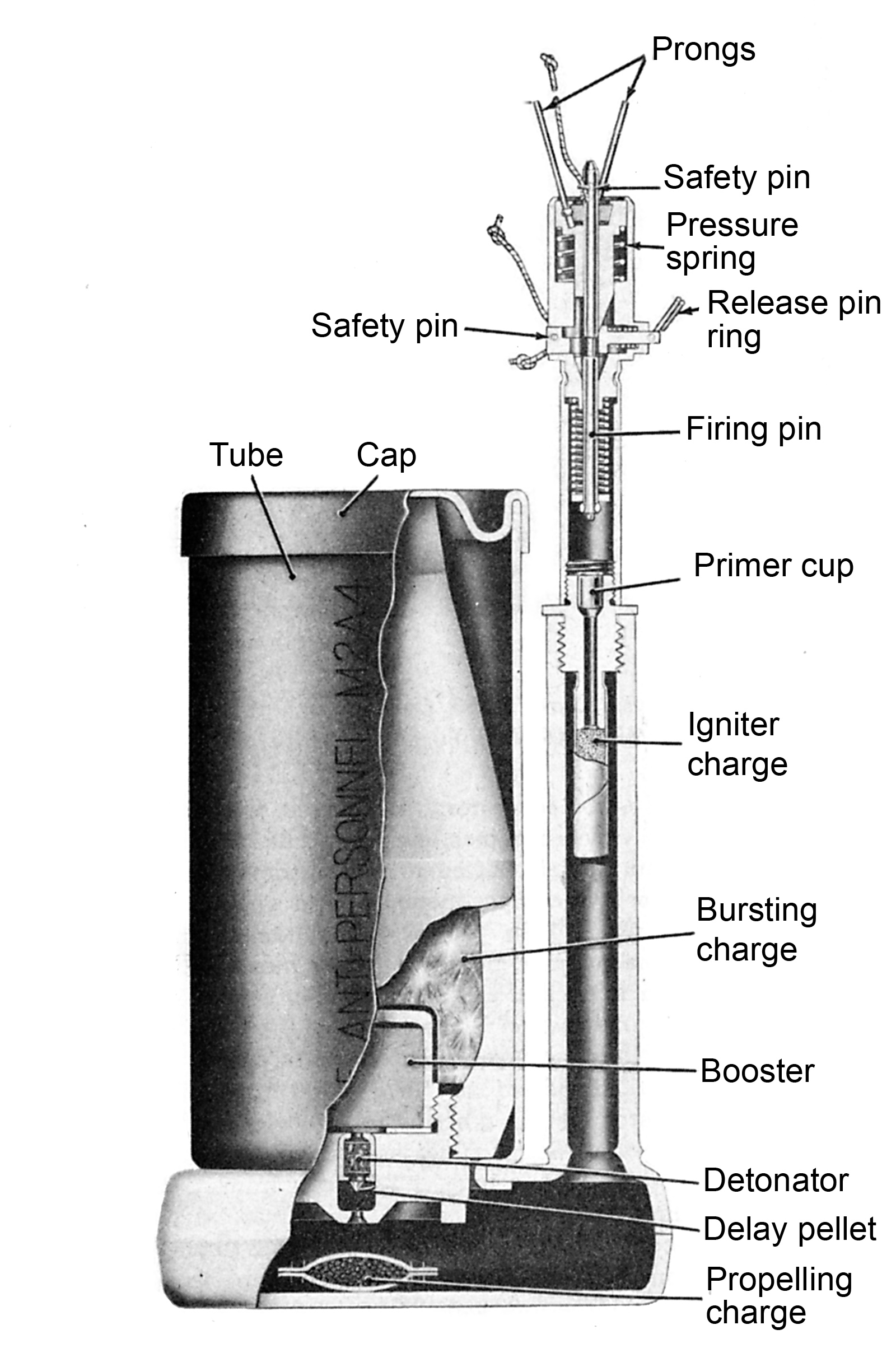
アメリカのM2 APM
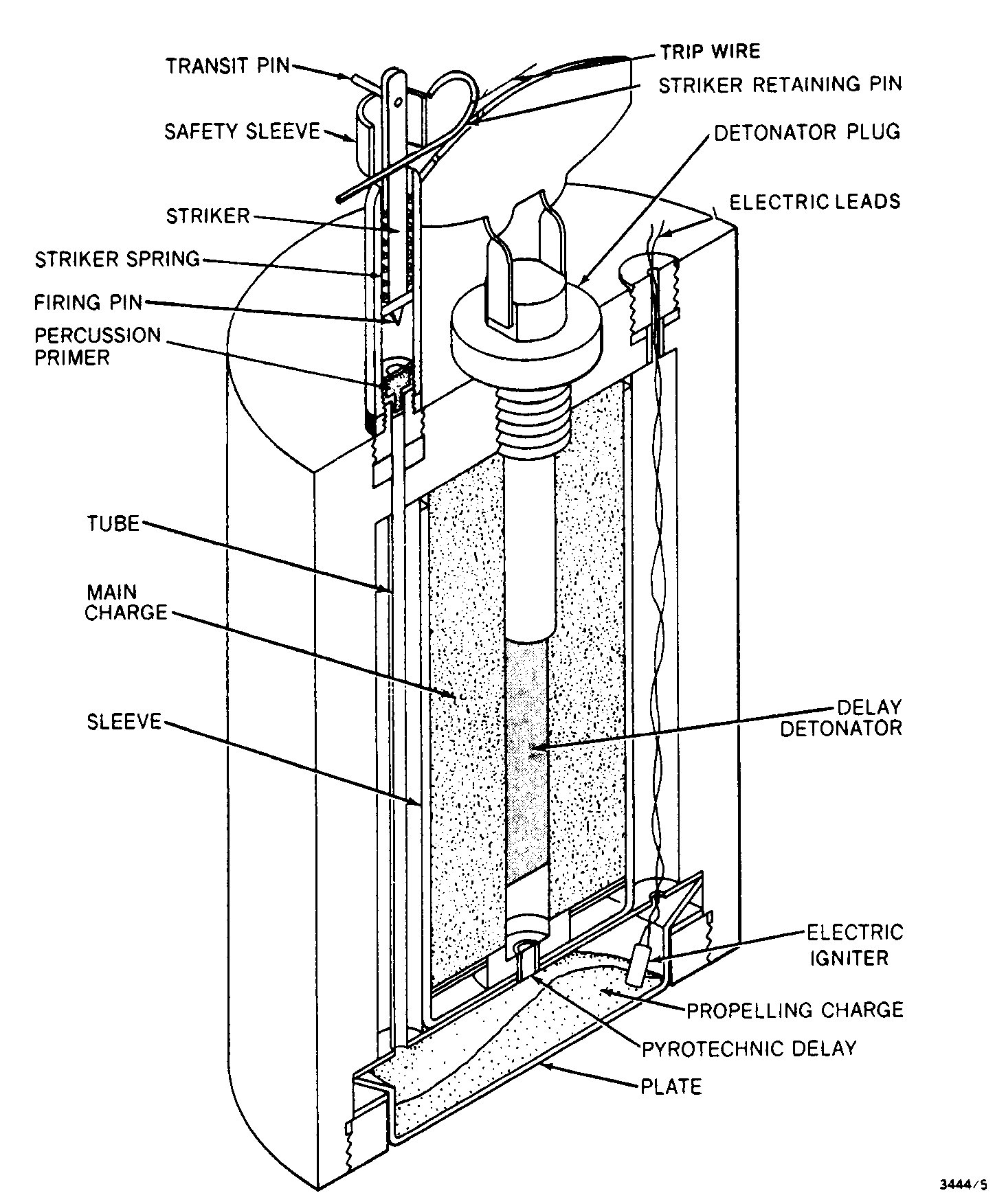
ソビエトのOZM-3
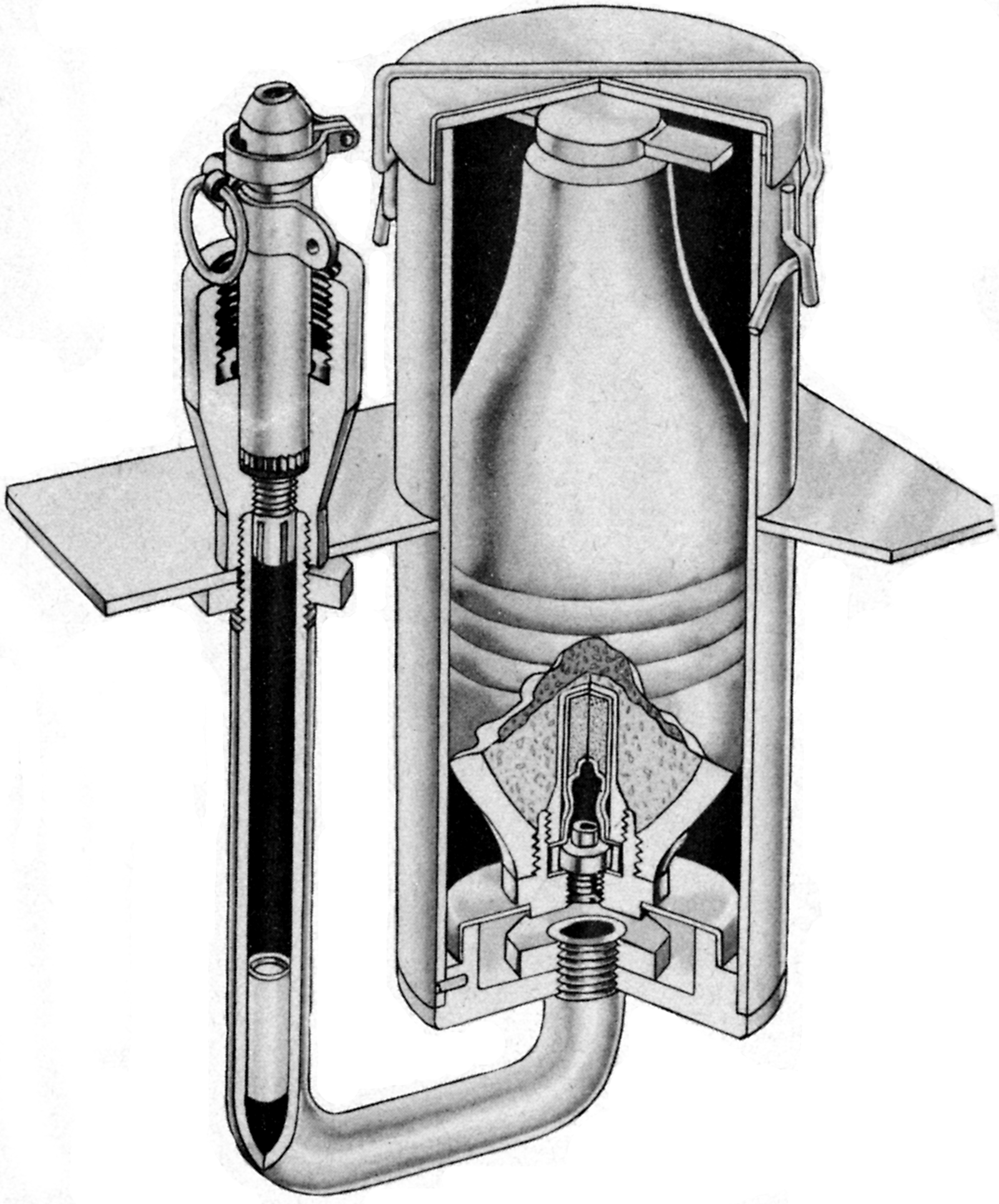
フランスのMle 1939
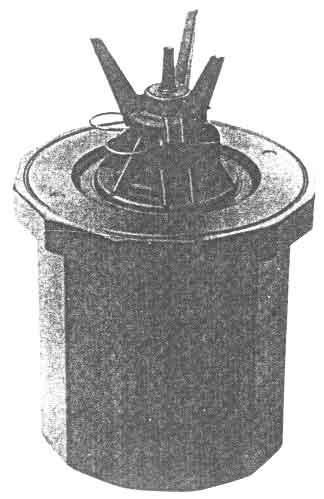
イタリアのVS-JAP
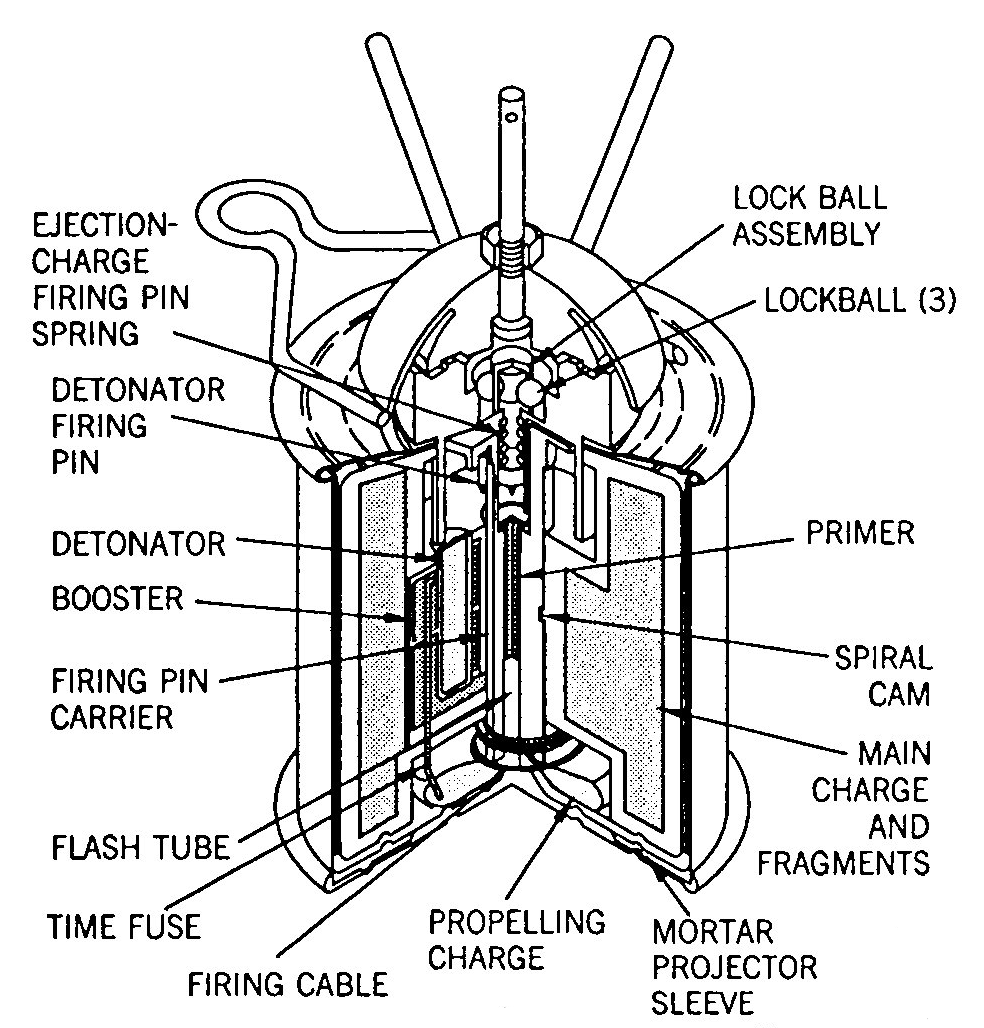
イタリアのヴァルマラ59
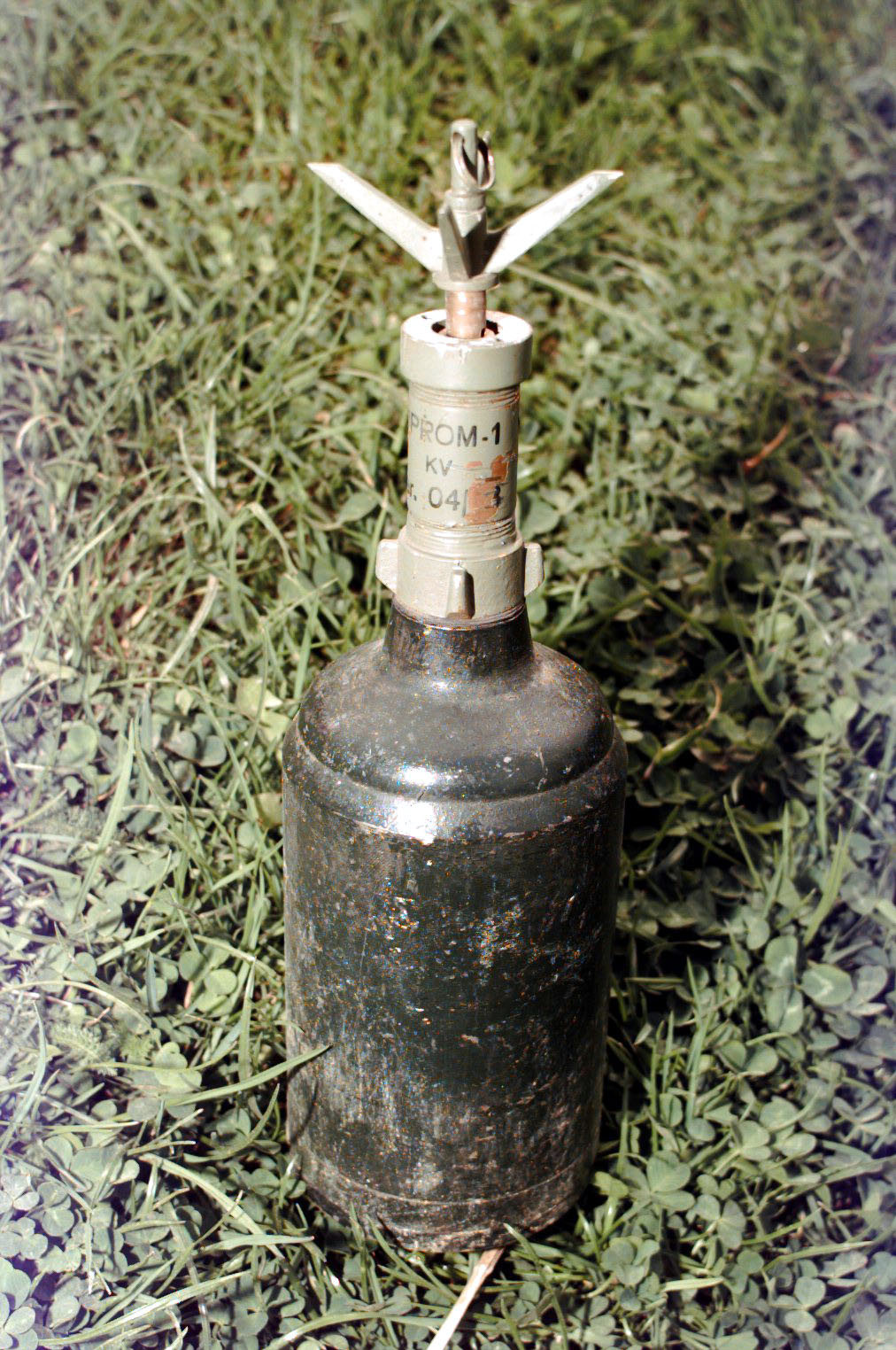
ユーゴスラビアのPROM-1